# Georges Fournier
Georges Fournier (21 de noviembre de 1881 - 1 de diciembre de 1954) fue un astrónomo francés destacado por sus detalladas observaciones del planeta Marte, principalmente después del descubrimiento de nubes sobre la superficie marciana en 1909. Durante la campaña de observación al planeta Mercurio entre 1924 y 1929 fue el único observador experimentado que puso en duda el período de rotación de dicho planeta, hecho que más tarde (en 1965) resultó ser incorrecto.
Tras su muerte, en 1973 la Unión Astronómica Internacional aprobó poner su apellido en un cráter del planeta Marte, conocido como Fournier